# Abaré
Abaré är en kommun i Brasilien.   Den ligger i delstaten Bahia, i den östra delen av landet, 1 200 km nordost om huvudstaden Brasília. Antalet invånare är 17 072.
Omgivningarna runt Abaré är i huvudsak ett öppet busklandskap. Runt Abaré är det glesbefolkat, med 13 invånare per kvadratkilometer.